# مارک پریستلی
مارک پریستلی (به انگلیسی: Mark Priestley) (زادهٔ ۹ آگوست ۱۹۷۶ - درگذشتهٔ ۲۷ آگوست ۲۰۰۸) بازیگر استرالیایی بود.

## تحصیلات
او از انستیتو ملی هنر دراماتیک (NIDA) با تحصیل در رشته هنرهای نمایشی در سال ۱۹۹۹ فارغ‌التحصیل رشته بازیگری شد.

## زندگی هنری
پریستلی در سریال پرطرفدار و طولانی پرستاران به علت علاقه‌اش به شغل پرستاری در نقش دن گلدمن ظاهر شد و با بازیگر مقابل خود در آن سریال ازدواج کرد. پریستلی به‌خاطر ایفای نقش در سریال پرستاران در نقش دن گلدمن پس از مرگش در آوریل سال ۲۰۰۹ برنده جایزه محبوبترین بازیگر مرد شد.

## خودکشی
در بعد از ظهر ۲۷ اگوست سال ۲۰۰۸ پریستلی به هتلی واقع در خیابان 'Damien Barker' مراجعه و با مشخصات جعلی اتاقی با بالکن در طبقه ۲۳ هتل درخواست کرد . ساعاتی بعد جسدش در بالکن مغازه‌ای واقع در بازار پایین هتل پیدا شد و حضورش در سریال پرستاران نیمه تمام ماند .
مراسم تشییع جنازه پریستلی در ۴ سپتامبر ۲۰۰۸ در شهر Perth و با حضور خانواده‌اش در کلیسای مقدس کاتولیک با حضور بیش از ۵۰۰ نفر برگزار شد.

## فیلم‌ها
- پرستاران (۲۰۰۴-۲۰۰۸) -- پرستار دن گلدمن
- راز زندگی ما (۲۰۰۵) -- مارکوس نلسون
- لوت (۲۰۰۴) -- McLachlan
- تاری (۲۰۰۲) -- جان کالوین پسر هولدن
- Changi‎ ‎(۲۰۰۱)‎
- مزرعه (۲۰۰۱) -- Johnno مک کورمک
- بهتر از سکس (۲۰۰۰) -- گای
- جنگ سالاران (۲۰۰۰) (صداپیشه)
- آب صحرایی (۲۰۰۰) -- لوک هریس
- ازدواج اعمال (۲۰۰۰) -- دن هاوکینز